# Zavodske
Zavodske (în ucraineană Заводське) este o așezare de tip urban din raionul Ciortkiv, regiunea Ternopil, Ucraina. În afara localității principale, nu cuprinde și alte sate.

## Demografie
Componența lingvistică a așezării de tip urban Zavodske
     Ucraineană (98,61%)
     Rusă (1,1%)
     Alte limbi (0,26%)
Conform recensământului din 2001, majoritatea populației așezării de tip urban Zavodske era vorbitoare de ucraineană (98,61%), existând în minoritate și vorbitori de rusă (1,1%).